# جون بلوم (رسامة)
جون بلوم (بالإنجليزية: June Blum)‏ هي رسامة أمريكية، ولدت في 10 ديسمبر 1929 في Maspeth, Queens ‏ في الولايات المتحدة، وتوفيت في 14 يونيو 2017 في بالم بيتش في الولايات المتحدة.